# کولت مرشان
کولت مَرشان (فرانسوی: Colette Marchand‎؛ زادهٔ ۲۹ آوریل ۱۹۲۵- مرگ ۵ ژوئن ۲۰۱۵) هنرپیشه و رقصنده اهل فرانسه بود.
او در سال ۱۹۵۲ برای ایفای نقش در فیلم مولن روژ با کارگردانی جان هیوستون نامزد جایزه اسکار بهترین بازیگر نقش مکمل زن شد. 
از او به عنوان یکی از بهترین رقصنده‌های اروپا یاد می‌شود.